# Juma Al-Wahaibi
Juma Abdullah Al-Wahaibi (2 marzo 1980) è un calciatore omanita, difensore dell'Al-Shabab.

## Carriera

### Club
Comincia a giocare in patria, al Sedab. Nel 2003 passa al Muscat. Nel 2005 si trasferisce in Kuwait, all'Al Tadamon. Nel 2006 viene acquistato dall'Al-Khor, squadra della massima serie qatariota. Nel 2007 torna all'Al Tadamon. Nel 2009 torna in patria, all'Al-Shabab.

### Nazionale
Ha debuttato in Nazionale nel 2002. Ha partecipato, con la Nazionale, alla Coppa d'Asia 2007. Ha collezionato in totale, con la maglia della Nazionale, 19 presenze.